# Ратленд (переписна місцевість, Массачусетс)
Ратленд (англ. Rutland) — переписна місцевість (CDP) в США, в окрузі Вустер штату Массачусетс. Населення — 2179 осіб (2020).

## Географія
Ратленд розташований за координатами 42°22′18″ пн. ш. 71°57′28″ зх. д. / 42.37167° пн. ш. 71.95778° зх. д. (42.371533, -71.957737).  За даними Бюро перепису населення США в 2010 році переписна місцевість мала площу 8,27 км², з яких 7,64 км² — суходіл та 0,63 км² — водойми.

## Демографія
Згідно з переписом 2010 року, у переписній місцевості мешкало 2111 осіб у 812 домогосподарствах у складі 587 родин. Густота населення становила 255 осіб/км².  Було 910 помешкань (110/км²).
Расовий склад населення:
| - 96,7 % — білих - 1,0 % — чорних або афроамериканців - 0,6 % — азіатів |

До двох чи більше рас належало 1,5 %. Частка іспаномовних становила 1,5 % від усіх жителів.
За віковим діапазоном населення розподілялося таким чином: 23,0 % — особи молодші 18 років, 62,5 % — особи у віці 18—64 років, 14,5 % — особи у віці 65 років та старші. Медіана віку мешканця становила 42,3 року. На 100 осіб жіночої статі у переписній місцевості припадало 93,3 чоловіків;  на 100 жінок у віці від 18 років та старших — 91,0 чоловіків також старших 18 років.
Середній дохід на одне домашнє господарство  становив 90 279 доларів США (медіана — 72 083), а середній дохід на одну сім'ю — 100 922 долари (медіана — 81 667). Медіана доходів становила 59 107 доларів для чоловіків та 47 500 доларів для жінок. За межею бідності перебувало 3,7 % осіб, у тому числі 5,3 % дітей у віці до 18 років та 3,6 % осіб у віці 65 років та старших.
Цивільне працевлаштоване населення становило 1281 особа. Основні галузі зайнятості: освіта, охорона здоров'я та соціальна допомога — 32,5 %, роздрібна торгівля — 13,8 %, виробництво — 13,8 %.